# Ruth Sheldon
Ruth Sheldon (ur. 3 maja 1980) – angielska szachistka, mistrzyni międzynarodowa od 1997 roku.

## Kariera szachowa
W latach 1991–1999 wielokrotnie reprezentowała Anglię na mistrzostwach świata i Europy juniorek w różnych kategoriach wiekowych, zdobywając cztery medale: 2 złote (Bratysława 1993 – MŚ do 14 lat i Oropesa del Mar 1998 – MŚ do 18 lat), srebrny (Duisburg 1992 – MŚ do 12 lat) oraz brązowy (Cala Galdana 1996 – MŚ do 16 lat). Była również mistrzynią Europy juniorek do 14 lat w szachach szybkich (Paryż 1994).
W 1997 r. zdobyła w Puli brązowy medal drużynowych mistrzostw Europy. Poza tym, w latach 1996, 1998 i 2002 była trzykrotną uczestniczką szachowych olimpiad.
Najwyższy ranking w karierze osiągnęła 1 lipca 1999 r., z wynikiem 2310 punktów zajmowała wówczas 3. miejsce (za Harriet Hunt i Susan Lalić) wśród angielskich szachistek.